# Wendelin Foerster
Wendelin Foerster či Wendelin Förster (10. února 1844 Vlčice – 18. května 1915 Bonn) byl rakouský filolog, romanista, odborník zejména na starou francouzštinu a dílo Chrétiena de Troyes. Narodil se v Česku, v obci Vlčice v dnešním okrese Jeseník.[zdroj?] Filologii vystudoval na univerzitě ve Vídni, doktorát získal roku 1872. Byl žákem Johannese Vahlena. Po studijní cestě do Paříže získal ve Vídni habilitaci a v roce 1874 se stal profesorem na pražské univerzitě. O dva roky později byl jmenován řádným profesorem na univerzitě v Bonnu jako nástupce Friedricha Christiana Dieze. V Bonnu i zemřel. Jedním z jeho pozoruhodných úspěchů bylo definitivní potvrzení bretaňského původu artušovské legendy.

## Hlavní díla
- Aiol et Mirabel und Elie de Saint-Gille (1876–1882)
- Li Chevaliers as deus espees (1877)
- Altfranzösische Bibliothek I.-XI. (1879–87)
- Romanische Bibliothek I.-XI. (1888–1913)
- Die sämmtlichen Werke von Christian von Troyes, I.-IV. (1884–99)
- Wörterbuch zu Christian von Troyes (1914)